# European Microscopy Society
Die European Microscopy Society (EMS) ist ein Dachverband von 28 nationalen wissenschaftlichen Mikroskopie-Gesellschaften in Europa.
Die EMS ist 1998 aus dem 1978 gegründeten Committee of European Societies of Electron Microscopy hervorgegangen.
Die EMS ist eine regionale Untergruppe der International Federation of Societies for Microscopy.